# Tirhut
Tirhut és el nom de regió de l'Índia situada a la part nord del modern estat estat de Bihar a les planes indo-gangètiques. El seu nom històric és Mithila. Ocupa uns 16.500 km² i arriba fins a alguns districtes de Bengala Occidental fins al riu Mahananda. La capital tradicional fou Simarain al districte de Champaran. Els Pala (750-1161) hi van dominar alguns períodes. Mithila fou governada per les dinasties dels Karnata (1087-1325), Oinwara (1325-1552) i Khandawala (fundada per Mahesa Thakusa el 1556). Els cultius principals són l'arròs, el blat, el moresc i la canya de sucre.
La part sud-est de la regió va passar als musulmans el 1204 quan Bengala fou conquerida per Bakhtiyar Khalji. El tercer sobirà dels Karnata, Narasimhadeva (vers 1188-1227), va acceptar pagar tribut als musulmans. Ja en aquest segle hi va penetrar l'islam. El regne hindú de Mithila no obstant es va mantenir per segles encara que generalment com a vassall. El 1765 el diwani (govern) de Bengala fou transferit a la Companyia Britànica de les Índies Orientals i el regne de Mithila va perdre l'autoritat i fou agregat al Bihar. El 1873 es va formar el districte de Tirhut dins la divisió de Patna, per divisió del districte de Bihar; després, el 1875, es va dividir en el districte de Darbhanga i el districte de Muzaffarnagar. El 1908 els dos districtes foren separats de la divisió de Patna i erigits en la nova divisió de Tirhut que va incloure el districte de Saran, el districte d'East Champaran i el districte de West Champaran; el nom s'ha mantingut amb alguns canvis de límits i s'han creat nous districtes.
Els seus habitants són anomenats turhutis (tirhutia). Els rius principals són el Gandak, el Kosi, el Bagmati, el Kamala, el Balan i el Budhi Gandak.